# Andorre aux Jeux olympiques d'hiver de 2014
L'Andorre participe aux Jeux olympiques d'hiver de 2014 à Sotchi en Russie du 7 au 23 février 2014. Il s'agit de sa onzième participation à des Jeux d'hiver.

## Biathlon
| Athlète      | Épreuve | Temps         | Pénalité | Rang |
| ------------ | ------- | ------------- | -------- | ---- |
| Laure Soulie | Sprint  | 23 min 57 s 8 | 1 + 1    | 66e  |

## Ski alpin
L'Andorre a obtenu les places suivantes :
- Compétitions masculines : 3 places
- Compétitions féminines : 1 place

| Athlète            | Épreuves      | Course 1                | Course 1 | Course 2                | Course 2 | Total                    | Total |
| Athlète            | Épreuves      | Temps                   | Rang     | Temps                   | Rang     | Temps                    | Rang  |
| ------------------ | ------------- | ----------------------- | -------- | ----------------------- | -------- | ------------------------ | ----- |
| Kevin Esteve       | Descente      | NC                      | NC       | NC                      | NC       | 2 min 10 s 80 (+4 s 57)  | 32e   |
| Marc Oliveras      | Descente      | NC                      | NC       | NC                      | NC       | 2 min 12 s 76 (+6 s 53)  | 40e   |
| Marc Oliveras      | Super G       | NC                      | NC       | NC                      | NC       | 1 min 22 s 2 (+3 s 88)   | 34e   |
| Marc Oliveras      | Super combiné | 1 min 57 s 8 (+3 s 84)  | 33e      | 1 min 1 s 46 (+11 s 35) | 32e      | 2 min 58 s 54 (+13 s 34) | 31e   |
| Marc Oliveras      | Slalom géant  | 1 min 26 s 40 (+5 s 32) | 41e      | 1 min 27 s 34 (+4 s 15) | 39e      | 2 min 53 s 74 (+8 s 45)  | 38e   |
| Joan Verdu Sanchez | Slalom géant  | DNF                     | DNF      | –                       | –        | –                        | –     |

| Athlète          | Épreuves      | Course 1               | Course 1 | Course 2          | Course 2 | Total                   | Total |
| Athlète          | Épreuves      | Temps                  | Rang     | Temps             | Rang     | Temps                   | Rang  |
| ---------------- | ------------- | ---------------------- | -------- | ----------------- | -------- | ----------------------- | ----- |
| Mireia Gutiérrez | Super combiné | 1 min 49 s 4 (+6 s 36) | 32e      | 53 s 26 (+3 s 16) | 15e      | 2 min 42 s 30 (+7 s 68) | 18e   |
| Mireia Gutiérrez | Slalom géant  | DNF                    | DNF      | –                 | –        | –                       | –     |
| Mireia Gutiérrez | Slalom        | DNF                    | DNF      | –                 | –        | –                       | –     |

## Snowboard
L'Andorre a obtenu les places suivantes :
- Compétitions masculines - Cross: 1 place

| Athlète             | Épreuve      | Qualifications | Qualifications | Huitièmes-de-finale | Huitièmes-de-finale | Quarts-de-finale | Quarts-de-finale | Demi-finales | Demi-finales | Finale | Finale |
| Athlète             | Épreuve      | Temps          | Rang           | Temps               | Rang                | Temps            | Rang             | Temps        | Rang         | Temps  | Rang   |
| ------------------- | ------------ | -------------- | -------------- | ------------------- | ------------------- | ---------------- | ---------------- | ------------ | ------------ | ------ | ------ |
| Lluis Marin Tarroch | Cross hommes | Annulé         | Q              | -                   | DSQ                 | –                | –                | –            | –            | –      | –      |